# Roald Dahls Matilda – Das Musical
Roald Dahls Matilda – Das Musical ist eine Musicalkomödie von Regisseur Matthew Warchus, die Anfang Oktober 2022 beim London Film Festival ihre Premiere feierte. Der Film lief im November in den britischen und im Dezember 2022 in den US-amerikanischen Kinos, ehe er am 25. Dezember 2022 weltweit in das Programm von Netflix aufgenommen wurde. Es handelt sich um eine Verfilmung des Romans Matilda von Roald Dahl aus dem Jahr 1988 und des gleichnamigen Musicals von Tim Minchin und Dennis Kelly aus dem Jahr 2010.

## Handlung
Die 11-jährige Matilda Wurmwald ist ein äußerst aufgewecktes Mädchen. Ihre Eltern sind schreckliche Menschen und schlechte Eltern. Ihr Vater war bei ihrer Geburt enttäuscht, dass sie kein Junge ist. Matilda lebt in einem schmuddeligen Dachzimmer, umgeben von unzähligen Büchern. Besonders an den Werken von Brontë und Dostojewski hat sie großes Interesse.
Schon seit Jahren müsste Matilda eigentlich zur Schule gehen, ihre Eltern haben jedoch vergessen, sie anzumelden, und unterrichten sie auch nicht zu Hause. Als dies den Behörden auffällt, wird sie nach Crunchem Hall gebracht. Hier trifft sie auf die sehr freundliche Lehrerin Fräulein Honig und die ebenso nette Bibliothekarin Frau Phelps, macht aber auch die Bekanntschaft der kinderhassenden, sportbesessenen Schulleiterin Agatha Knüppelkuh.
Da sich aber fast alle um sie herum schrecklich verhalten, beschließt Matilda, dass es an der Zeit ist, die Dinge in Ordnung zu bringen, auch wenn das bedeutet, ein bisschen ungezogen zu sein.

## Produktion

### Filmstab
Es handelt sich bei Roald Dahls Matilda – Das Musical um eine Verfilmung des Romans Matilda von Roald Dahl aus dem Jahr 1988 und des gleichnamigen Musicals von Tim Minchin und Dennis Kelly von 2010.  Regie führte Matthew Warchus, während Kelly auch für die Verfilmung des Musicals das Drehbuch schrieb. Er verzichtete bei der Adaption für den Film auf Charaktere wie Matildas Bruder und den stellvertretenden Schulleiter. Warchus war bereits als künstlerischer Leiter des Old Vic mit der Leitung des Musicals unter Beteiligung der Mitglieder der Royal Shakespeare Company betraut, das 2010 uraufgeführt wurde.

### Besetzung und Dreharbeiten

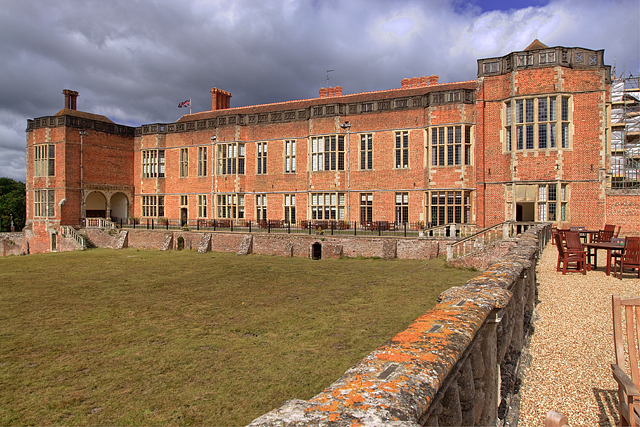
Das Bramshill House diente Matildas Schule Crunchem Hall als Kulisse

Die Nachwuchsschauspielerin Alisha Weir ist in der Titelrolle als Matilda Wurmwald zu sehen. Die Irin wurde gemeinsam mit 200 weiteren Kindern bei einem Casting für die Schüler von Crunchem Hall ausgewählt. Lashana Lynch und Emma Thompson spielen Jennifer Honig und Schulleiterin Agatha Knüppelkuh. Stephen Graham und Andrea Riseborough spielen Matildas Eltern. Sindhu Vee spielt die Bibliothekarin Frau Phelps. Charlie Hodson-Prior spielt Matildas besonders von den Lehrkräften drangsalierten Mitschüler Bruce Bogtrotter.
Das Bramshill House diente Matildas Schule Crunchem Hall als Kulisse. Als Kameramann fungierte Tat Radcliffe, der zuletzt für den Film White Boy Rick von Yann Demange und den Thriller Queen & Slim von Melina Matsoukas arbeitete.

### Filmmusik und Veröffentlichung
Die Filmmusik wurde von Tim Minchin geschrieben, der bereits für die Musik des gleichnamigen Musical verantwortlich war. Die Komposition stammt von Christopher Nightingale. Das Soundtrack-Album mit insgesamt 22 Musikstücken wurde von Sony Masterworks am 18. November 2022 als Download veröffentlicht und soll am 9. Dezember 2022 auch in physischer Form veröffentlicht werden. Am 25. November 2022 stieg das Album in UK auf Platz 35 in die Official Soundtrack Albums Chart Top 50 ein. Das auf dem Soundtrack enthaltende Lied Still Holding My Hand hat sich für eine Nominierung in der Kategorie Bester Song im Rahmen der Oscarverleihung 2023 qualifiziert.
Die Premiere erfolgte am 5. Oktober 2022 beim London Film Festival. Im selben Monat wurde ein Trailer veröffentlicht. Im November 2022 wurde er beim Cork International Film Festival gezeigt. Am 25. November 2022 kam der Film in die britischen Kinos und am 9. Dezember 2022 in die US-Kinos, bevor er am 25. Dezember 2022 weltweit in das Programm von Netflix aufgenommen wurde.

## Rezeption

### Kritiken

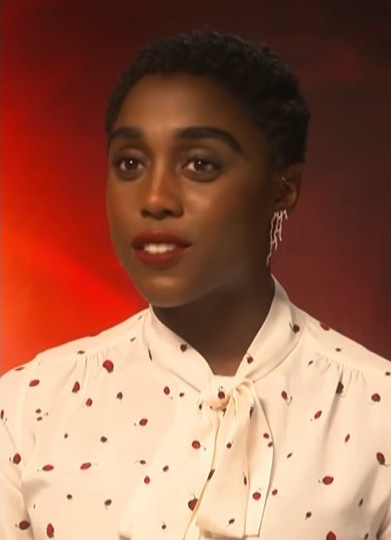
Lashana Lynch spielt Matildas Lehrerin Fräulein Honig

Von den bei Rotten Tomatoes aufgeführten Kritiken sind 93 Prozent positiv bei einer durchschnittlichen Bewertung mit 7,7 von 10 möglichen Punkten, womit er aus den 23. Annual Golden Tomato Awards als Erstplatzierter in der Kategorie Kids & Family Movies der Filme des Jahres 2022 hervorging. Auf Metacritic erhielt Roald Dahls Matilda – Das Musical einen Metascore von 72 von 100 möglichen Punkten.
Tara Brady schreibt in der Irish Times, Theaterfans dürften von der Neuverfilmung begeistert sein, Filmfans aber könnten sich fragen, wo die Chorgruppe geblieben ist. Die irische Nachwuchsschauspielerin Alisha Weir sei eine überzeugende, temperamentvolle Titelheldin. Die Szenen, in denen sie gemeinsam mit der von Lashana Lynch gespielten großherziger Fräulein Honig zu sehen ist, seien besonders bewegend.

### Einspielergebnis und Abrufe
An seinem Startwochenende im Vereinigten Königreich und in Irland spielte der Film dort umgerechnet rund 4,8 Millionen Euro ein. Insgesamt liegen die Einnahmen hier nach mehreren Wochen auf Platz 1 bei 18,8 Millionen Euro.
Nach seinem Start bei Netflix Ende Dezember 2022 erreichte Matilda in der ersten Woche rund 41 Millionen Abrufstunden und stand damit auf Platz zwei der englischsprachigen Filmcharts des Streamingdienstes.

### Auszeichnungen
Im Rahmen der Verleihung der British Academy Film Awards 2023 befindet sich der Film unter anderem in Longlists in den Kategorien Bester britischer Film und Emma Thompson als Beste Nebendarstellerin.
Artios Awards 2023
- Auszeichnung für das Beste Casting in einer Big-Budget-Filmkomödie (Lucy Bevan & Emily Brockmann)[23]

British Academy Film Awards 2023
- Nominierung als Bester britischer Film (Matthew Warchus, Tim Bevan, Eric Fellner, Jon Finn, Luke Kelly und Dennis Kelly)
- Nominierung für das Beste Make-up und die besten Frisuren (Naomi Donne, Barrie Gower und Sharon Martin)

Golden Tomato Awards 2023
- Auszeichnung als Bester Kinder- oder Familienfilm[24]

Irish Film & Television Awards 2023
- Nominierung als Beste Hauptdarstellerin (Alisha Weir)[25]

London Critics’ Circle Film Awards 2023
- Nominierung als Beste britische Darstellerin (Emma Thompson, auch für Meine Stunden mit Leo)
- Nominierung als Beste britische Nachwuchsdarstellerin (Alisha Weir)[26]

Make-Up Artists and Hair Stylists Guild Awards 2023
- Nominierung für die Besten Make-up-Spezialeffekte (Barrie Gower, Emma Faulkes & Chloe Muton-Phillips)[27]

Music Supervisors Guild Awards 2023
- Nominierung für die Beste Musik-Supervision eines Fernsehfilms (Becky Bentham)[28]

## Besetzung und Synchronisation
Die deutsche Synchronisation entstand nach einem Dialogbuch und der Dialogregie von Ursula von Langen im Auftrag der FFS Film- & Fernseh-Synchron GmbH in München. Die deutschen Songtexte sind von Nina Schneider, der musikalische Leiter war Thomas Amper.

### Hauptbesetzung
| Rolle                  | Darsteller         | Deutsche Fassung  | Deutsche Fassung  |
| Rolle                  | Darsteller         | Synchronsprecher  | Gesangstimme      |
| ---------------------- | ------------------ | ----------------- | ----------------- |
| Matilda Wurmwald       | Alisha Weir        | Zoe Durakovic     | Anisa Celik       |
| Agatha Knüppelkuh      | Emma Thompson      | Marion Martienzen | Marion Martienzen |
| Jennifer „Jenny“ Honig | Lashana Lynch      | Sabrina Weckerlin | Sabrina Weckerlin |
| Harry Wurmwald         | Stephen Graham     | Olaf Reichmann    | Thomas Amper      |
| Zinnia Wurmwald        | Andrea Riseborough | Debby van Dooren  | Debby van Dooren  |

### Nebenbesetzung
| Rolle                             | Darsteller               | Synchronsprecher                                   |
| --------------------------------- | ------------------------ | -------------------------------------------------- |
| Frau Phelps                       | Sindhu Vee               | Kathrin Gaube                                      |
| Magnus, der Entfesselungskünstler | Carl Spencer             | Paul Sedlmeir (Sprache) Toby Heinz (Gesang)        |
| Akrobatin                         | Lauren Alexandra         | Anke Kortemeier                                    |
| Lavendel                          | Rei Yamauchi Fulker      | Lia Jung                                           |
| Eric                              | Andrei Shen              | Matti Kortemeier                                   |
| Nigel                             | Ashton Robertson         | Daniel Fussek                                      |
| Bruce Bogtrotter                  | Charlie Hodson-Prior     | Carlos Schmidt                                     |
| Amanda Thripp                     | Winter Jarrett-Glasspool | Rosalie Seidl (Sprache) Paulina Rümmelein (Gesang) |
| Hortensia                         | Meesha Garbett           | Tilda Kortemeier                                   |
| Aufsichtsschülerin                | Sadie Victoria Lim       | Laura Jenni                                        |
| Aufsichtsschüler                  | Riley Fusilero           | Flavia Birkmann                                    |
| Arzt                              | Matt Henry               | Pirmin Sedlmeir (Sprache) Andrew Gräser (Gesang)   |
| Stiefschwester der Akrobatin      | Katherine Kingsley       | Vanessa Eckart                                     |
| Joe, der Schulinspektor           | James Dryden             | Dustin Peters                                      |
| Schlafender Lehrer                | James Laurenson          | Klaus Münster                                      |
| Sportkommentator                  | Tim Bentinck             | Gerhard Jilka                                      |